# كريس فون سالتسا
كريس فون سالتسا (Chris von Saltza) هي لاعبة أولمبية لرياضة السباحة من الولايات المتحدة. شاركت في الأولمبياد الصيفي في 1960، وفازت بما مجموعه 4 ميداليات.

## الميداليات
| ذهب | فضة | برونز | المجموع |
| 3   | 1   | 0     | 4       |

## روابط خارجية
- كريس فون سالتسا على موقع الاتحاد الدولي للسباحة (الإنجليزية)
- كريس فون سالتسا على موقع قاعة مشاهير السباحة العالمية (الإنجليزية)
- كريس فون سالتسا على موقع اللجنة الأولمبية الدولية (الإنجليزية)
- كريس فون سالتسا على موقع أوليمبيديا (الإنجليزية)